# Olympique Marseille
Olympique de Marseille je francouzský fotbalový klub hrající nejvyšší francouzskou soutěž Ligue 1. Olympique je jeden z nejúspěšnějších francouzských fotbalových klubů. Desetkrát se stal francouzským mistrem, desetkrát vyhrál francouzský pohár a největšího úspěchu dosáhl v roce 1993, když ve finále Ligy mistrů porazil 1:0 AC Milán a získal tak poprvé a zatím naposled velkou evropskou trofej. Následující rok mu však bylo zakázáno obhajovat titul po úplatkářském skandálu šéfa klubu Bernarda Tapieho a jeho podřízených okolo zápasu s klubem Valenciennes FC. Následující sezonu hrál Olympique Ligue 2. V tomto přístavním klubu hrály takové hvězdy jako Jean-Pierre Papin, Rudi Völler, Didier Deschamps nebo Marcel Desailly. Po návratu do nejvyšší francouzské soutěže se chtěl OM vrátit na výsluní, které mu ještě donedávna patřilo. Dodnes ale čeká tento klub na velký návrat, kterému byl nejblíže v sezóně 2003/2004, kdy ho ve finále Poháru UEFA porazila až španělská Valencie.
Marseille má dlouhodobou rivalitu s Lyonem (Choc des Olympiques) a s PSG (La Classique).

## Historie

### Založení – 1985
Založení klubu se datuje do roku 1892, kdy se o jeho vznik zasloužil aristokrat René Dufaure de Montmirail.
Francie tehdy holdovala více ragby, zatímco fotbal se šířil zejména díky anglickým a německým námořníkům. Už v tomto období na pomezí 19. století a 20. století se v klubu ujalo motto, které zůstalo dodnes: Droit au But (česky: Přímo k cíli).
V roce 1899 došlo ke sloučení se skupinou L'Epee, která se věnovala šermu. V roce 1902 pak vznikl fotbalový oddíl. Mezi roky 1904 a 1908 se Olympique probojoval do semifinále francouzské soutěže, na trofej však prozatím nedosáhl. Úspěšné časy zažíval městský rival Stade Helvetique Marseillais, jenž mezi roky 1909 až 1913 opanoval tuto soutěž celkově třikrát.
První světová válka pak vystavila fotbalu stopku.
Poválečná 20. léta se ukázala být zlatou érou, v níž tehdejší hvězdy Edouard Crut či Jean Boyer pomohli vybojovat nově vzniklý domácí pohár. Roku 1924 se Olympique Marseille stal prvním klubem mimo Paříž, který získal tento pohár, další triumf se uskutečnil v roce 1926 a v roce 1927. Roku 1929 se stal Olympique mistrem francouzské amatérské ligy. O tři roky později se přístavní klub z Marseille připojil k dalším klubům v iniciativě založit profesionální ligu. Tuto soutěž tým poprvé vyhrál v roce 1937, v letech 1935 a 1938 pak přidal další triumf v domácím poháru. Ani během války mužstvo nezahálelo a v roce 1943 získalo svou šestou výhru ve francouzském poháru. Oporou byli záložník Roger Scotti a útočník Emmanuel Aznar. Zatímco Scotti se stal rekordmanem v počtu za klub odehraných zápasů (zastavil se na čísle 406), Aznar se střelecky prosadil 56 góly ve 38 zápasech. V roce 1942 pomohl Aznar devíti góly „zdemolovat“ klub z Avignonu výsledkem 20:2.
Během 50. a 60. let nastalo hluché období bez jediné trofeje, v letech 1959 a 1963 Marseille dokonce sestoupilo do druhé ligy. Ačkoli nešlo o období úspěchů, našla se i pozitiva. Švédský útočník Gunnar Andersson se s 186 góly zařadil mezi největší legendy klubu. Přesto byly okamžiky, na které by příznivci nejraději zapomněli, například prohru se Saint-Étienne 3:10 na domácí půdě roku 1952.
Opětovný rozmach nastal v 60. letech, kdy se stal ředitelem Marcel Leclerc a trenérem Mario Zatelli. Roku 1969 přidal klub do sbírky další trofej Coupe de France. Dvojice útočníků ve složení Skoblar—Magnusson stála za ziskem mistrovského titulu dva roky nato. V ročníku 1971/72 přístavní celek obhájil titul a navrch přidal domácí pohár. Pro Marseille to byl vůbec první double v historii.
Srovnávání s evropskými dopadlo nezdarem; nejprve tým nestačil na Cruijffův Ajax a další rok na Juventus. Roku 1976 Marseille získalo další domácí pohár, francouzskou scénu ovšem postupně ovládl klub ze Saint-Étienne.
Roku 1980 byli fanoušci nepříjemně šokováni sestupem, ačkoli v kádru působilo hned několik reprezentantů včetně Marca Berdolla, Anderse Linderotha, Didiera Sixe či Mariuse Trésora. Mužstvo poté vsadilo na mladé odchovance, kteří tým vyzdvihli zpět do první ligy. Této generaci zvané Les Minots vévodil obránce a pozdější kapitán Éric Di Meco, v době postupu roku 1984 teprve 20letý.

### 1985–2009: Pod Tapiem znovu na výsluní
Bernard Tapie se stal prezidentem v roce 1986 a dal vzpomenout na nejslavnější období přístavního celku. Pod jeho vedením dorazili Jean-Pierre Papin, Karlheinz Förster nebo Klaus Allofs. V ročníku 1988/89 získalo Marseille double, na kterém se značně podílel v lize 22 gólový útočník Jean-Pierre Papin. Tým překonal všechny dosavadní rekordy francouzské ligy poté, co získal mistrovské tituly v následujících čtyřech sezonách.
V ročníku 1989/90 Olympique obhájil za pomoci 30 branek Papina, jehož v mistrovském tažení podporovali Didier Deschamps, Enzo Francescoli nebo Chris Waddle. Dosáhl rovněž semifinále v rámci PMEZ, kde jen díky pravidlu venkovních gólů vypadl s Benficou. Benfica navíc během prvního zápasu vstřelila kontroverzní gól, který neměl platit.
Potřetí v řadě nejlepší ligový kanonýr Papin 23 góly přispěl k třetímu triumfu v ročníku 1990/91. Ve finále PMEZ měl tým nejcennější trofej Evropy na dosah, ale v penaltovém rozstřelu podlehl CZ Bělehrad 3:5.
Další rok potvrdilo mužstvo roli francouzského lídra čtvrtým titulem, na kterém se takřka 40 brankami podíleli Papin a Pelé. Postupu do skupiny PMEZ však zabránila Sparta Praha.
Čtvrtý titul za sebou Marseille znovu kvalifikoval do Evropy. Pohár mistrů evropských zemí nahradila Liga mistrů, do které klub vkročil vyřazením Glentoranu Belfast a Dinama Bukurešť. Jak v Evropě, tak na domácí scéně táhli tým útočníci Alen Bokšić a Rudi Völler, kteří si dohromady přišli na takřka 50 gólů. Po prvních zápasech s Glasgow Rangers (2:2), Club Brugge (2:0) a CSKA Moskva (1:1) měl tým na kontě pět bodů. Domácí čtvrtý zápas proti CSKA se Bokšić a spol. utkali s týmem, který v předkole vyřadil Barcelonu. Branky Pelého, Ferreriho, Desaillyho a hattrick Sauzéeho rozhodli o drtivé výhře 6:0.
Na páté utkání hrané začátkem dubna na Stade Vélodrome dorazil skotský klub Rangers bez hvězdného forvarda Marka Hateleyho, který byl za zvláštních okolností vyloučen proti Bruggám a suspendován pro další zápasy.
Ačkoli Sauzée otevřel skóre domácího utkání, Skoti srovnali díky Durrantovi na konečných 1:1. Olympique Marseille muselo vyhrát poslední zápas proti Bruggám a doufat v nevýhru Rangers doma proti CSKA. Zatímco Francouzi si došli pro kýžené tři body, Rangers bez Hateleyho doma remizovali 0:0. Marseille tak zamířilo do finále s vítězem druhé skupiny, kterým se stal AC Milán kouče Fabia Capella. Milánští disponovali světovým útočníkem van Bastenem a obranou se jmény Costacurta, Maldini, Baresi a Tassotti, přesto dal jediný gól večera Basile Boli. Marseille vyhrálo Ligu mistrů, na domácí scéně pak pátý titul za sebou.
V následujících měsících propukl korupční skandál týkající se zejména Tapieho a jeho pravé ruky, generálního ředitele Bernese.
Olympique Marseille sice v ročníku 1993/94 vybojovalo druhé místo, bylo však přeřazeno do druhé ligy. Interkontinentálního poháru se zúčastnil poražený milánský finalista. Poslední francouzský titul byl týmu odebrán.
Marseille se vrátili do nejvyšší ligy v roce 1996 s podporou výkonného ředitele společnosti Adidas Roberta Louis-Dreyfuse. Za trenéra si vybral Rollanda Courbisa, upsal hráče Fabrizia Ravanelliho, Laurenta Blanca a Andrease Köpkeho a návrat pro Marseille znamenal jedenácté místo v Ligue 1. Courbe opustil tým v listopadu 1999 po špatném začátku sezóny.
Nejbližší se Marseille k další trofeji dostalo, když se v roce 2004 dostali do finále Poháru UEFA a působivě porazili Dnipro, Internazionale, Liverpool a Newcastle United. Ve finále je však porazil čerstvě korunovaný španělský šampion Valencia a fanoušci byli opět nuceni čekat na další trofej. V roce 2005 se Marseille podařilo zvítězit v Intertoto Cupu, porazil v něm Lazio a Deportivo de La Coruña a získali další postup do Poháru UEFA.
V Lize mistrů se Marseille stalo prvním francouzským týmem, který zvítězil na Anfield, když v sezóně 2007 zvítězil nad vicemistrem Liverpoolu 1:0. Z úvodních dvou zápasů si tým odnesl šest ze šesti bodů. V dalším zápase remizovali a v závěrečné skupinové hře podlehli Liverpoolu 4:0, který jako první anglický tým zvítězil na stadionu Stade Vélodrome. Marseille, třetí ve skupině Ligy mistrů, pak vstoupilo do pohára UEFA. Marseille završil sezónu 2008-09 druhým místem v Ligue 1 po těsných závodech s Bordeaux o titul. To jim vyneslo přímý vstup do skupinových fází Ligy mistrů UEFA, což byla jejich třetí sezóna v řadě.

### 2008–2016: Mistrovský titul po mnoha letech, pád Lyonu a vzestup PSG
Dominantní Lyon měl být kandidátem na titul i v ročníku 2008/09. Trenér Gerets dostal pro svůj tým posilu v podobě Ben Arfy, který přišel právě z Lyonu za 12 milionů eur. Ten tak vyztužil zálohu spoléhající dále též na Lorika Canu a Benoîta Cheyrou, zatímco o branky se měli starat útočníci Bakari Koné a Mamadou Niang. V brance stál Steve Mandanda, na stoperu Hilton a na levém kraji obrany pak Taye Taiwo. Marseille a Bordeaux se chopili rolí vyzyvatelů Lyonu v těsném boji o titul. Čtyři kola před koncem mělo Marseille a Bordeaux po 68 bodech, zaváhání přístavního celku proti Lyonu ale dostalo do výhody Bordeaux, které mělo před posledním kolem náskok tří bodů. Ačkoliv Geretsovi svěřenci porazili Rennes 4:0, jejich konkurent nezaváhal proti Caen a titul získal on. V rámci Ligy mistrů neuspěli ve skupině v konkurenci Liverpoolu a Atlética Madrid a skončili třetí před PSV Eindhoven. V rámci Poháru UEFA dosáhli čtvrtfinále, pro další sezónu měl tým jistotu účasti v Lize mistrů. Pro neshody s majitelem však tým opustil trenér Gerets.
Posilou pro Les Olympiens se stal záložník Stéphane Mbia, dalšími přídavky do týmu se stali např. Gabriel Heinze, Lucho Gonzalez, Édouard Cissé a Souleymane Diawara. Bordeaux dominovalo v další sezóně a v polovině sezóny mělo na přístavní Marseille osmibodový náskok. Na jaře ale tým Didiera Deschampse využil slabé formy Les Girondins a díky celkem 18 gólům Nianga získal první titul od roku 1992. Další přidanou trofejí byl ligový pohár Coupe de la Ligue. Liga mistrů jim přiřadila těžké soupeře jako Real Madrid a AC Milán a na Marseille tak nakonec připadlo až třetí místo před FC Zürich zajišťující účast v play-off nové Evropské ligy. Tam Marseille skončilo v osmifinále, kde nestačilo na Benficu.
Obhajobu měli umožnit příchozí forvardi André-Pierre Gignac a Loïc Rémy, kteří měli zastoupit odchozí forvardy Koného a Nianga. Do obrany navíc dorazil Španěl César Azpilicueta. Další titul se získat nepodařilo, proti bylo Lille v čele s Edenem Hazardem. Na Les Olympiens tak zbylo druhé místo. Po úvodní dvojici porážek v Lize mistrů se tým vzmohl na postup, když zbylé čtyři utkání vyhrál a skončil druhý ve skupině za Chelsea, zato před Spartakem Moskva a Žilinou. Slovenskému týmu Marseille mimo jiné nadělilo sedm branek na jeho hřišti, což bylo největší vítězství hostů v historii soutěže. Přes jarní osmifinále proti Manchesteru United Gignac a spol. neprošli. Příznivce mohl potěšit další triumf v Coupe de la Ligue.
27. července 2011 vyhrálo Marseille titul Trophée des Champions když porazili Lille 5-4 na hřišti Stade de Tanger v Maroku. Výsledek byl významný, protože Marseille ještě 5 minut před koncem prohrávali 3:1. Byl to pozoruhodný návrat, když za posledních pět minut bylo vstřelených 5 gólů a hattrickem se zaskvěl André Ayew. Liga mistrů jim přiřadila těžké soupeře - Real Madrid a AC Milán a na Marseille tak nakonec připadlo až třetí místo před FC Zürich zajišťující účast v play-off nové Evropské ligy. Tam Marseille skončilo v osmifinále, kde nestačilo na Benfiku Lisabon.
Obhajobu titulu měly umožnit příchozí útočníci André-Pierre Gignac a Loïc Rémy. Do obrany navíc dorazil Španěl César Azpilicueta. Klub se však v sezóně 2011-12 trápil a po šesti zápasech mu patřily spodní příčky tabulky Ligue 1. V Lize mistrů zvítězilo 3:0 proti Borussií Dortmund a v listopadu téhož roku uspělo 3:0 nad soupeřem PSG. Marseille se tak již druhou sezónu v řadě kvalifikoval do vyřazovacích fází Ligy mistrů.
V únoru 2012 "vybojovalo" mužstvo dlouhou negativní sérii - 13 zápasů bez vítězství ale poprvé od vítězství v soutěži v roce 1993 se kvalifikovalo do čtvrtfinále Ligy mistrů. V ní během své slabé formy podlehl pozdějšímu finalistovi Bayern Mnichov. Klub si však třetí rok udržel Coupe de la Ligue a ve finále porazil Lyon 1:0. Další Ligue 1 titul se tak získat nepodařilo, proti bylo Lille na čele s Eden Hazard. Na Les Olympiens tak zůstalo druhé místo.
V létě 2012 rezignoval Deschamps a kormidlo převzal Elie Baup, který v sezóně 2012-13 přivedl klub k překvapivému druhému místu přesto, že prodal více klíčových hráčů. Baup byl vyhozen 7. prosince 2013 po porážce 1:0 s Nantes na stadionu Stade Vélodrome. Nahradil ho dočasně José Anigo. Klub skončil v sezóně 2014 šestý a poprvé za posledních deset let nezískal místenku v důležitých evropských soutěžními. Anigo klub krátce poté opustil.
2. května 2014 oznámilo vedení klubu dohodu s koučem Marcelo Bielsa, který ve své pozdější kariéře dotáhl jako hlavní trenér Leeds United tento tým až do Premier League. Bielsa byl prvním argentinským trenérem klubu a prvním trenérem, který vedl tým do obnovených stadionu Velodrome, který se otevřel v srpnu přípravným zápasem proti Montpellier. V první Bielsovej sezóně, klub vedl ligovou tabulku sedm měsíců, skončil však čtvrtý ale kvalifikoval se tak do Evropské ligy. V červnu 2015 odešli z klubu tři klíčoví hráči - André-Pierre Gignac a André Ayew po skončení smluv opustili klub pro Tigres UANL a Swansea City, zatímco Dimitri Payet odešel do West Ham United za 15 milionů EUR.
Po solidní předsezónní fázi, která zahrnovala výhru 2:0 nad Juventusem v trofeji Roberta Louise-Dreyfuse a angažovaní devíti hráčů, Bielsa rezignoval na svůj post, jen pár minut po prvním zápase Ligue 1 v sezóně 2015-16. proti Caen. Marseille prohrálo zápas 1:0 a Bielsa, svým nečekaným rozhodnutím šokoval fotbalový svět. Poukázal na nedůvěru vedení klubu. Bielsa odchod údajně zanechal jeho hráče v šoku, mnozí se tuto zprávu dozvěděli pouze prostřednictvím sociálních sítí.
19. srpna 2015 byl za nového trenéra Marseille vyhlášen Michal. Přežil však velmi frustrující sezónu, když klub více než šest měsíců nedokázal vyhrát domácí zápas v Ligue 1. K jeho propuštění došlo v předvečer semifinálového zápasu v Coupe de France. Stejně jako v roce 2015 i nyní byl jako dočasný trenér jmenován Passi. Pod jeho vedením se Marseille dostalo do finále Coupe de France poprvé za posledních devět let kde podlehlo 4:2 soupeři z Paříž Saint-Germain. Marseille skončili ligovou sezónu na třináctém místě, což je nejhorší umístění za posledních 15 let.

### od 2016: Americký investor
V roce 2016 do klubu vstoupil americký investor Frank McCourt.
Během října 2016 nahradil dočasného trenéra Francka Passiho Rudi Garcia, v době jeho nástupu se tým držel na 12. pozici po třech výhrách, třech remízách a třech prohrách.
Do klubu přišel někdejší sportovní ředitel Barcelony Andoni Zubizarreta, který dohlížel na zimní příchody Evry, Payeta, Sansona a Thauvina. Překvapením byly výkony brankáře Pelého, který odchytal všech 38 zápasů Ligue 1, z toho v 16 případech zaznamenal čisté konto. Dopomohl tak k páté příčce.
Přístavní celek, stále pod Garciovým vedením, nadále upevňoval pozici na špičce ligy. Do týmu se po roce vrátil gólman Mandanda, jenž se postavil mezi tyče jako brankářská jednička. Po Gomisově odchodu si kapitánskou pásku navlékl Payet, nejlepší nahrávač Ligue 1 společně s Neymarem z PSG. Vedle Payeta táhl ofenzívu také Thauvin. Ligovou tabulku zakončilo Marseille na čtvrtém místě. Úspěšná jízda Evropskou ligou skončila až ve finále, kde Olympique nestačil na Atlético Madrid a prohrál 0:3.
V ročníku 2018/19 posílil tým Rudiho Garcii záložník Kevin Strootman z AS Řím za částku 25 milionů eur.
V lednu došlo k přestupu 28letého Balotelliho z Nice. Za chování fanoušků v předešlé sezóně Evropské ligy dostal klub od UEFA pokutu 100 tisíc eur a dvouletý podmíněný trest vyloučení z evropských pohárů na jeden rok.
Mužstvo opět táhnul Thauvin, jeho 16 ligových branek ale nestačilo na více než páté místo, které již evropské poháry nezaručovalo. Nezadařilo se v Evropské lize, kde tým ve skupině ani jednou nezvítězil a s jedním bodem skončil poslední. V květnu klub domluvil angažmá nového trenéra Villase-Boase, který počátkem února 2021 rezignoval.
V sezóně 2019-20 skončili Marseille na druhém místě po předčasném ukončení sezóny kvůli pandemii covidu-19, čímž se kvalifikovalo do Ligy mistrů UEFA 2020-21 poprvé od roku 2013-14. 25. listopadu 2020 překonalo Marseille negativní rekord v počtu po sobě jdoucích výher v Lize mistrů, čímž překonalo dosavadní rekord 12 výher v řadě stanovený belgickým Anderlechtem. Rok 2021 začali marselle výhrou 3:1 nad Montpelier a v tabulce se pohybovaly kolem šestého místa.

## Získané trofeje

### Vyhrané domácí soutěže
- Francouzské amatérské mistrovství / 1. francouzská liga (10×)

(1928/29, 1936/37, 1947/48, 1970/71, 1971/72, 1988/89, 1989/90, 1990/91, 1991/92, 1992/93, 2009/10)
- Francouzský fotbalový pohár (10×)

(1923/24, 1925/26, 1926/27, 1934/35, 1937/38, 1942/43, 1968/69, 1971/72, 1975/76, 1988/89)
- Ligový pohár (3×)

(2009/10, 2010/11, 2011/12)
- Francouzský superpohár (3×)

(1971*, 2010, 2011)
* dělený titul

### Vyhrané mezinárodní soutěže
- Liga mistrů UEFA (1×)

(1992/93)
- Pohár Intertoto (1×)

(2005)

## Hráči

### Aktuální soupiska
Aktuální k datu: 25. února 2020
| Číslo |            | Pozice | Hráč                                         |
| ----- | ---------- | ------ | -------------------------------------------- |
| 1     | Kamerun    | B      | Simon Ngapandouetnbu                         |
| 2     | Japonsko   | O      | Hiroki Sakai                                 |
| 3     | Španělsko  | O      | Álvaro González (na hostování z Villarrealu) |
| 4     | Francie    | O      | Boubacar Kamara                              |
| 7     | Srbsko     | Z      | Nemanja Radonjić                             |
| 8     | Francie    | Z      | Morgan Sanson                                |
| 9     | Argentina  | Ú      | Darío Benedetto                              |
| 10    | Francie    | Ú      | Dimitri Payet (3. kapitán)                   |
| 12    | Nizozemsko | Z      | Kevin Strootman                              |
| 15    | Chorvatsko | O      | Duje Ćaleta-Car                              |
| 16    | Francie    | B      | Yohann Pelé                                  |
| 17    | Francie    | O      | Bouna Sarr                                   |
| 18    | Francie    | O      | Jordan Amavi                                 |
| 21    | Francie    | Z      | Valentin Rongier                             |

| Číslo |         | Pozice | Hráč                         |
| ----- | ------- | ------ | ---------------------------- |
| 22    | Francie | Z      | Grégory Sertic               |
| 24    | Tunisko | Z      | Saîf-Eddine Khaoui           |
| 26    | Francie | Ú      | Florian Thauvin (2. kapitán) |
| 27    | Francie | Z      | Maxime Lopez                 |
| 28    | Francie | Ú      | Valère Germain               |
| 29    | Francie | Ú      | Florian Chabrolle            |
| 30    | Francie | B      | Steve Mandanda (kapitán)     |
| 31    | Komory  | O      | Abdallah Ali Mohamed         |
| 32    | Francie | O      | Lucas Perrin                 |
| 34    | Francie | Z      | Alexandre Phliponeau         |
| 36    | Francie | Ú      | Marley Aké                   |
| 38    | Francie | Ú      | Isaac Lihadji                |
| 40    | Francie | B      | Ahmadou Dia                  |

### Slavní hráči
| - Manuel Amoros - Jocelyn Angloma - Emmanuel Aznar - Fabien Barthez - Hatem Ben Arfa - Marc Berdoll - Laurent Blanc - Alain Boghossian - Basile Boli - Jean Boyer - Eric Cantona - Cédric Carrasso - Benoît Cheyrou - Djibril Cissé - Edouard Crut - Marcel Desailly - Didier Deschamps - Éric Di Meco - Jean Djorkaeff - Christophe Dugarry |  | - Jean-Marc Ferreri - Mathieu Flamini - William Gallas - André-Pierre Gignac - Alain Giresse - Gaetan Huard - Frank Leboeuf - Claude Makélélé - Steve Mandanda - Samir Nasri - Jean-Pierre Papin - Dimitri Payet - Robert Pires - Loïc Rémy - Franck Ribéry - Roger Scotti - Didier Six - Jean Tigana - Marius Trésor - Mathieu Valbuena |  | - Lorik Cana - Chris Waddle - Lucho González - Gabriel Heinze - Héctor Yazalde - Michy Batshuayi - Daniel Van Buyten - Sonny Anderson - Carlos Mozer - Jairzinho - Paulo César Lima - Alen Bokšić - André Ayew - Abédi Pelé - Tony Cascarino - Fabrizio Ravanelli |  | - Josip Skoblar - Dragan Stojković - Stéphane Mbia - Salif Keita - Klaus Allofs - Karlheinz Förster - Andreas Köpke - Rudi Völler - Taye Taiwo - Boudewijn Zenden - Didier Drogba - Mamadou Niang - César Azpilicueta - Gunnar Andersson - Anders Linderoth - Roger Magnusson - Enzo Francescoli |

## Trenéři

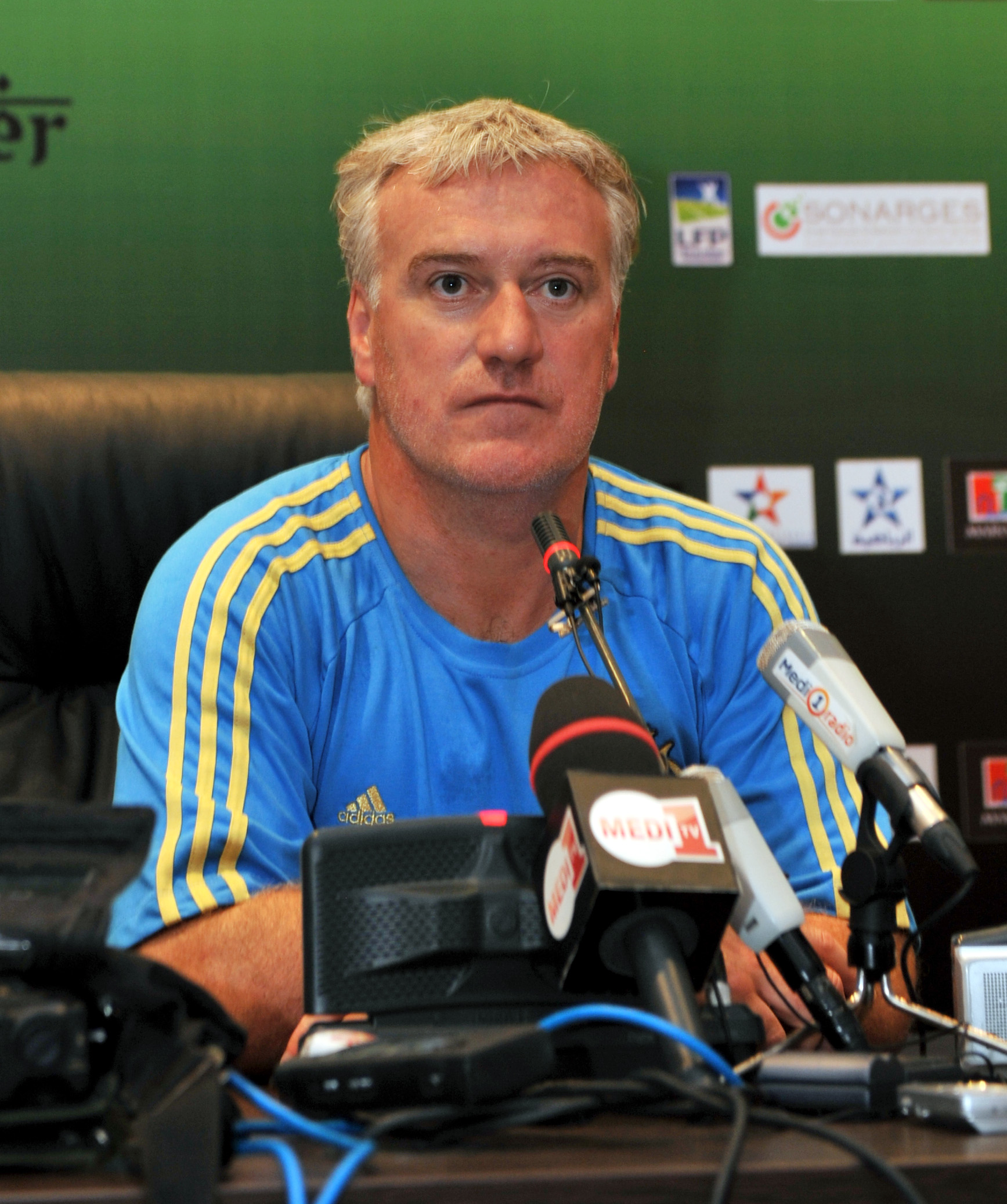
Didier Deschamps v roce 2011, kdy vedl Olympique Marseille

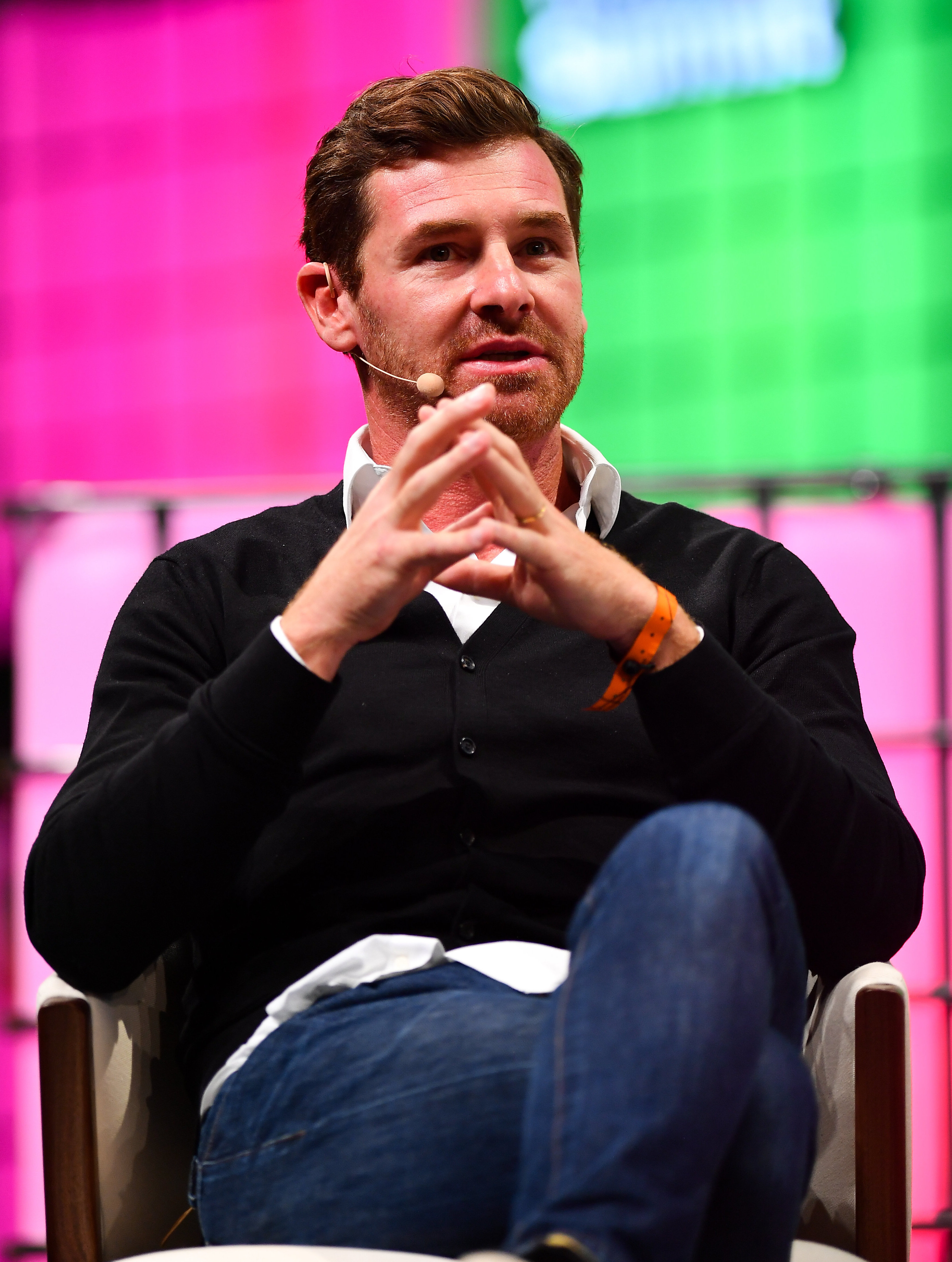
Portugalec André Villas-Boas v roce 2018. Další rok v květnu převzal trenérskou pozici v Olympique Marseille právě on

Zdroj:
| Období                        | Trenér                           | Poznámky        |
| ----------------------------- | -------------------------------- | --------------- |
| 1923 – 1924                   | Peter Farmer                     |                 |
| 1924 – 1925                   | ?                                |                 |
| 1925 – 1929                   | Victor Gibson                    |                 |
| 1929 – 1932                   | Gilles Tanguy                    |                 |
| 1932 – 1933                   | Charlie Bell                     |                 |
| 1933 – 1935                   | Vincent Diettrich                |                 |
| 1935 – říjen 1938             | József Eisenhoffer               |                 |
| říjen 1938 – 1939             | Willy Kohut André Gascard        |                 |
| 1939 – 1941                   | József Eisenhoffer               |                 |
| červenec 1941 – leden 1942    | André Gascard                    |                 |
| leden 1942 – červen 1942      | Paul Seitz                       |                 |
| leden 1942 – 1943             | André Blanc Joseph Gonzales      |                 |
| 1943 – leden 1944             | Laurent Henric                   |                 |
| leden 1944 – červen 1944      | Joseph Gonzales                  |                 |
| červen 1944 – 1946            | Paul Wartel                      |                 |
| 1946 – 1947                   | Jules Dewaquez                   |                 |
| 1947 – 1949                   | Giuseppe Zilizzi                 |                 |
| 1949 – 1950                   | Auguste Jordan                   |                 |
| 1950 – 1954                   | Henri Roessler                   |                 |
| 1954 – únor 1956              | Roger Rolhion                    |                 |
| únor 1956 – únor 1958         | Jean Robin                       |                 |
| únor 1958 – červen 1958       | Giuseppe Zilizzi                 |                 |
| 1958 – 1959                   | Louis Maurer                     |                 |
| 1959 – únor 1962              | Lucien Troupel                   |                 |
| únor 1962 – červenec 1962     | Otto Glória                      |                 |
| červenec 1962 – prosinec 1962 | Armand Penverne                  |                 |
| prosinec 1962 – červenec 1963 | Luis Miró                        |                 |
| 1963 – 1964                   | Jean Robin                       |                 |
| 1964 – 1966                   | Mario Zatelli                    |                 |
| 1966 – listopad 1968          | Robert Domergue                  |                 |
| listopad 1968 – prosinec 1968 | Jean Djorkaeff                   |                 |
| prosinec 1968 – prosinec 1970 | Mario Zatelli                    |                 |
| leden 1971 – březen 1972      | Lucien Leduc                     |                 |
| březen 1972 – červenec 1972   | Mario Zatelli                    |                 |
| 1972 – březen 1973            | Kurt Linder                      |                 |
| březen 1973 – srpen 1973      | Mario Zatelli                    |                 |
| srpen 1973 – prosinec 1973    | Joseph Bonnel                    |                 |
| prosinec 1973 – únor 1974     | Fernando Riera                   |                 |
| únor 1974 – 1976              | Jules Zvunka                     |                 |
| 1976 – únor 1977              | José Arribas                     |                 |
| únor 1977 – červenec 1977     | Jules Zvunka                     |                 |
| 1977 – prosinec 1978          | Ivan Marković                    |                 |
| prosinec 1978 – únor 1980     | Jules Zvunka                     |                 |
| únor 1980 – září 1980         | Jean Robin                       |                 |
| červenec 1980 – březen 1981   | Albert Batteux                   |                 |
| duben 1981 – říjen 1984       | Roland Gransart                  |                 |
| říjen 1984                    | Žarko Olarević                   |                 |
| říjen 1984 – 1985             | Pierre Cahuzac                   |                 |
| 1985 – 1986                   | Žarko Olarević                   |                 |
| 1986 – srpen 1988             | Gérard Banide                    |                 |
| červenec 1988 – září 1990     | Gérard Gili                      |                 |
| září 1990 – prosinec 1990     | Franz Beckenbauer                |                 |
| leden 1991 – červenec 1991    | Raymond Goethals                 |                 |
| červenec 1991 – říjen 1991    | Tomislav Ivić                    |                 |
| říjen 1991 – červen 1992      | Raymond Goethals                 |                 |
| červenec 1992 – listopad 1992 | Jean Fernandez                   |                 |
| listopad 1992 – 1993          | Raymond Goethals                 |                 |
| 1993 – prosinec 1994          | Marc Bourrier                    |                 |
| prosinec 1994                 | Gérard Gili                      |                 |
| prosinec 1994 – červen 1995   | Henri Stambouli                  |                 |
| leden 1995 – červen 1995      | Henri Stambouli Luka Peruzović   |                 |
| červenec 1995 – září 1995     | Henri Stambouli                  |                 |
| září 1995 – červenec 1997     | Gérard Gili                      |                 |
| červenec 1997 – listopad 1999 | Rolland Courbis                  |                 |
| listopad 1999 – červenec 2000 | Bernard Casoni                   |                 |
| červenec 2000 – listopad 2000 | Abel Braga                       |                 |
| listopad 2000                 | Albert Emon Christophe Galtier   |                 |
| listopad 2000 – duben 2001    | Javier Clemente                  |                 |
| duben 2001 – červenec 2001    | Tomislav Ivić                    |                 |
| červenec 2001 – srpen 2001    | José Anigo                       |                 |
| srpen 2001                    | Josip Skoblar Marc Lévy          |                 |
| srpen 2001 – listopad 2001    | Tomislav Ivić                    |                 |
| listopad 2001 – prosinec 2001 | Zoran Vujović                    |                 |
| prosinec 2001 – červenec 2002 | Albert Emon                      |                 |
| červenec 2002 – leden 2004    | Alain Perrin                     |                 |
| leden 2004 – listopad 2004    | José Anigo                       |                 |
| listopad 2004                 | Albert Emon Jean-Philippe Durand | dočasní trenéři |
| prosinec 2004                 | Philippe Troussier               |                 |
| červenec 2005 – čeerven 2006  | Jean Fernandez                   |                 |
| červen 2006 – září 2007       | Albert Emon                      |                 |
| září 2007 – červen 2009       | Eric Gerets                      |                 |
| červenec 2009 – červenec 2012 | Didier Deschamps                 |                 |
| červenec 2012 – prosinec 2013 | Élie Baup                        |                 |
| prosinec 2013 – květen 2014   | José Anigo                       | dočasný trenér  |
| květen 2014 – srpen 2015      | Marcelo Bielsa                   |                 |
| srpne 2015 – duben 2016       | Míchel                           |                 |
| duben 2016 – říjen 2016       | Franck Passi                     | dočasný trenér  |
| říjen 2016 – květen 2019      | Rudi Garcia                      |                 |
| květen 2019 – únor 2021       | André Villas-Boas                |                 |
| únor 2021 – červenec 2022     | Jorge Sampaoli                   |                 |

## Výsledky v evropských pohárech
| Ročník  | Soutěž        | Kolo            | Klub                     | Doma | Venku | Celkem   |
| ------- | ------------- | --------------- | ------------------------ | ---- | ----- | -------- |
| 2010/11 | Liga mistrů   | Skupina C       | Spartak Moskva           | 0:1  | 3:0   | 2. místo |
| 2010/11 | Liga mistrů   | Skupina C       | Chelsea FC               | 1:0  | 0:2   | 2. místo |
| 2010/11 | Liga mistrů   | Skupina C       | MŠK Žilina               | 1:0  | 7:0   | 2. místo |
| 2010/11 | Liga mistrů   | Osmifinále      | Manchester United        | 0:0  | 1:2   | 1:2      |
| 2011/12 | Liga mistrů   | Skupina F       | Olympiakos               | 0:1  | 1:0   | 2. místo |
| 2011/12 | Liga mistrů   | Skupina F       | Borussia Dortmund        | 3:0  | 3:2   | 2. místo |
| 2011/12 | Liga mistrů   | Skupina F       | Arsenal FC               | 0:1  | 0:0   | 2. místo |
| 2011/12 | Liga mistrů   | Osmifinále      | Inter Milán              | 1:0  | 1:2   | 2:2 (v)  |
| 2011/12 | Liga mistrů   | Čtvrtfinále     | Bayern Mnichov           | 0:2  | 0:2   | 0:4      |
| 2012/13 | Evropská liga | 3. předkolo     | Eskişehirspor            | 3:0  | 1:1   | 4:1      |
| 2012/13 | Evropská liga | 4. předkolo     | FC Sheriff Tiraspol      | 0:0  | 2:1   | 2:1      |
| 2012/13 | Evropská liga | Skupina C       | Fenerbahçe SK            | 0:1  | 2:2   | 3. místo |
| 2012/13 | Evropská liga | Skupina C       | AEL Limassol             | 5:1  | 0:3   | 3. místo |
| 2012/13 | Evropská liga | Skupina C       | Borussia Mönchengladbach | 2:2  | 0:2   | 3. místo |
| 2013/14 | Liga mistrů   | Skupina F       | Arsenal FC               | 1:2  | 0:2   | 4. místo |
| 2013/14 | Liga mistrů   | Skupina F       | Borussia Dortmund        | 1:2  | 0:3   | 4. místo |
| 2013/14 | Liga mistrů   | Skupina F       | SSC Neapol               | 1:2  | 2:3   | 4. místo |
| 2015/16 | Evropská liga | Skupina F       | FC Groningen             | 2:1  | 3:0   | 2. místo |
| 2015/16 | Evropská liga | Skupina F       | Slovan Liberec           | 0:1  | 4:2   | 2. místo |
| 2015/16 | Evropská liga | Skupina F       | SC Braga                 | 1:0  | 2:3   | 2. místo |
| 2015/16 | Evropská liga | Šestnáctifinále | Athletic Bilbao          | 0:1  | 1:1   | 1:2      |
| 2017/18 | Evropská liga | 3. předkolo     | KV Oostende              | 4:2  | 0:0   | 4:2      |
| 2017/18 | Evropská liga | 4. předkolo     | NK Domžale               | 3:0  | 1:1   | 4:1      |
| 2017/18 | Evropská liga | Skupina I       | Konyaspor                | 1:0  | 1:1   | 2. místo |
| 2017/18 | Evropská liga | Skupina I       | FC Salzburg              | 0:0  | 0:1   | 2. místo |
| 2017/18 | Evropská liga | Skupina I       | Vitória de Guimarães     | 2:1  | 0:1   | 2. místo |
| 2017/18 | Evropská liga | Šestnáctifinále | SC Braga                 | 3:0  | 0:1   | 3:1      |
| 2017/18 | Evropská liga | Osmifinále      | Athletic Bilbao          | 3:1  | 2:1   | 5:2      |
| 2017/18 | Evropská liga | Čtvrtfinále     | RB Leipzig               | 5:2  | 0:1   | 5:3      |
| 2017/18 | Evropská liga | Semifinále      | FC Salzburg              | 2:0  | 1:2   | 3:2      |
| 2017/18 | Evropská liga | Finále          | Atlético Madrid          | 0:3  | 0:3   | 0:3      |
| 2018/19 | Evropská liga | Skupina H       | Eintracht Frankfurt      | 1:2  | 0:4   | 4. místo |
| 2018/19 | Evropská liga | Skupina H       | Apollon Limassol         | 1:3  | 2:2   | 4. místo |
| 2018/19 | Evropská liga | Skupina H       | SS Lazio                 | 1:3  | 1:2   | 4. místo |

## Česká stopa
V barvách Olympique Marseille dosud nastupovali tři čeští fotbalisté, Miroslav Vrátil (1947–1948), Štěpán Vachoušek a Rudolf Skácel (oba 2003–2004).